# 劉芳譽 (萬曆進士)
劉芳譽（1559年—？），字實甫，號際明，河南開封府陳留縣人，民籍，明朝政治人物。

## 生平
萬曆十年（1582年）壬午科河南鄉試第三名，萬曆十一年（1583年）癸未科會試第一百四十五名，登三甲第一百一十四名進士。户部觀政，本年授山東東昌府推官，十五年行取，十六年擢选湖广道試御史，本年丁憂。十九年十月復除湖廣道试御史，巡按陕西甘肃，二十一年巡按福建，萬曆二十三年（1595年）任浙江溫州府知府。二十六年考察調簡，補廣平知府，三十一年四月升山东副使。三十二年考察降調，三十五年降兖州府通判，三十六年升本府同知，三十八年升南刑部员外郎，本年升郎中，四十一年升四川順慶知府。

## 家族
曾祖劉瀾，曾任知州；祖父劉希張，曾任貢士；父劉欲仁，舉人，曾任王府長史。母黃氏。慈侍下。兄芳聞。